# Giovana Queiroz
Giovana Queiroz Costa Garbelini, citata anche come Giovana Queiroz, Giovana Costa o più semplicemente Gio, Gio Garbelini o Giovana (San Paolo, 21 giugno 2003), è una calciatrice brasiliana, attaccante dell'Atlético Madrid e della nazionale brasiliana.

## Biografia
Queiroz nasce nel 2003 in Brasile, a San Paolo, ma già nel 2007 la sua famiglia si trasferisce negli Stati Uniti d'America stabilendosi a Weston, in Florida. Qui rimangono fino al 2014, quando decidono di trasferirsi nuovamente, scegliendo l'Europa, Madrid la Capitale della Spagna. Queiroz, che si era già avvicinata al calcio negli Stati Uniti, decide di entrare nell'Academia dell'Atlético Madrid, rimanendovi dal 2014 al 2017 per approfondire la tecnica di gioco.

## Carriera

### Club
Dopo aver giocato nelle giovanili dell'Atlético Madrid, nell'estate 2017 si trasferisce al Madrid CFF, venendo aggregata alla prima squadra che disputa la Primera División, livello di vertice del campionato spagnolo dalla stagione 2018-2019, debuttandovi, appena quindicenne, il 9 dicembre 2018, nella sconfitta casalinga per 7-0 con il Barcellona.
Il 17 luglio 2020 il Barcellona ha annunciato la firma di Giovana per una cifra non divulgata su un contratto triennale. Il 12 agosto 2021 viene annunciato il suo trasferimento in prestito al Levante, con Queiroz che rimarrà fino al termine della stagione 2020-2021. Fa il suo debutto in UEFA Women's Champions League, siglando le sue prime reti con la nuova maglia nell'incontro del 21 agosto con le norvegesi del Rosenborg, rendendosi protagonista del passaggio del turno grazie alla sua doppietta che fissa alla fine dell'incontro il risultato sul 4-3.

## Palmarès

### Club

#### Competizioni nazionali
- Campionato spagnolo: 1

Barcellona: 2020-2021
- Coppa della Regina: 1

Barcellona: 2020-2021

#### Competizioni internazionali
- UEFA Women's Champions League: 1

Barcellona: 2020-2021